# Lomographa eximiaria
Lomographa eximiaria là một loài bướm đêm trong họ Geometridae.